# Krzysztof Popenda
Krzysztof Maciej Popenda (ur. 8 marca 1958 w Dobrodzieniu) – polski polityk, poseł na Sejm I i II kadencji, samorządowiec.

## Życiorys
Ukończył w 1976 zasadniczą szkołę zawodową w Opolu, pracował jako elektromonter.
W latach 1991–1997 z ramienia Konfederacji Polski Niepodległej sprawował mandat posła I i II kadencji (reprezentując odpowiednio okręg wyborczy opolski i częstochowski). W połowie lat 90. odszedł do KPN-OP, w Sejmie zasiadał w Federacyjnym Klubie na rzecz AWS.
W latach 90. podjął współpracę z Markiem Dochnalem, zostając prokurentem należącej do niego i zajmującej się lobbingiem spółki Triton Holding. W 2004 wszczęto wobec niego postępowanie karne w związku z tzw. sprawą Andrzeja Pęczaka.